# 40e cérémonie des Kansas City Film Critics Circle Awards
La 40e cérémonie des Kansas City Film Critics Circle Awards, décernés par la Kansas City Film Critics Circle, a eu lieu en janvier 2005, et a récompensé les films réalisés l'année précédente.

## Palmarès

### Meilleur film
- Munich

### Meilleure actrice dans un second rôle
- Maria Bello pour le rôle de Edie Stall dans A History of Violence